# لادزداون
لادزداون (به انگلیسی: Luddesdown) یک روستا و محله مدنی در بریتانیا است که در Gravesham واقع شده‌است. لادزداون ۲۲۰ نفر جمعیت دارد.